# Pierre Detœuf
Pierre Detœuf, né le 20 novembre 1890 à Lens (Pas-de-Calais) et mort le 21 octobre 1962 à Beauvoir-en-Lyons (Seine-maritime), est un homme politique français.

## Biographie
Neveu d'Auguste Béhal, membre de l'Institut et professeur à la faculté de pharmacie de Paris, Pierre Detœuf est le fils d'un papetier de Lens.
Mobilisé en 1914, il participe à la Première Guerre mondiale et est décoré de la croix de guerre. Il s'installe ensuite à Beauvoir-en-Lyons comme agriculteur. Engagé dans la vie professionnelle, il préside le comice agricole du Pays de Bray, la société départementale du cheval de trait et divers autres organismes agricoles et coopératifs. Il siège de ce fait au conseil supérieur de l'agriculture.
C'est comme simple conseiller municipal de sa commune qu'il entame sa vie politique, en 1928. Il devient maire en 1940.
En 1951, il figure en deuxième position sur la liste modérée menée par Jacques Chastellain pour les élections législatives en Seine-Inférieure. Profitant du système des apparentements, dont le calcul dans le département est mis en cause, il est élu député.
Inscrit au groupe des Républicains indépendants, il s'intéresse à l'Assemblée essentiellement aux questions agricoles. Il défend notamment la politique menée par le gouvernement de Joseph Laniel dans ce domaine, en 1953. Il est en revanche un opposant déterminé au plan Monnet qui, selon lui, favorise les grandes exploitations. Il est tout aussi opposé au Plan Hirsch, qui le prolonge, qu'il accuse de favoriser la surproduction et l'endettement du fait de la modernisation.
De nouveau candidat, dans les mêmes conditions, en 1956, il n'est pas réélu, la liste menée par Chastellain n'obtenant que 9,8 % des voix.
Il abandonne alors la vie politique nationale.